# Айтор Осіо
Айтор Осіо Карріон (ісп. Aitor Ocio, нар. 28 листопада 1976, Віторія-Гастейс, Іспанія) — іспанський футболіст, що грав на позиції захисника. Виступав за збірну Країни Басків.
Володар Кубка Іспанії з футболу. Дворазовий володар Кубка УЄФА. Володар Суперкубка УЄФА.

## Клубна кар'єра
У дорослому футболі дебютував 1994 року виступами за команду клубу «Ауррера» (Вітторія), в якій провів чотири сезони, взявши участь у 65 матчах чемпіонату.
Згодом з 1998 по 2003 рік грав у складі команд клубів «Ейбар», «Альбасете», «Осасуна» та «Атлетік Більбао».
Своєю грою за останню команду привернув увагу представників тренерського штабу клубу «Севілья», до складу якого приєднався 2003 року. Відіграв за клуб з Севільї наступні чотири сезони своєї ігрової кар'єри. За цей час виборов титул володаря Суперкубка УЄФА.
Завершив професійну ігрову кар'єру у клубі «Атлетік Більбао», у складі якого вже виступав раніше. Прийшов до команди 2007 року, захищав її кольори до припинення виступів на професійному рівні у 2012.

## Виступи за збірну
2005 року дебютував в офіційних матчах у складі збірної Країни Басків. Протягом кар'єри у збірній, невизнаній ФІФА, яка тривала два роки, провів у формі головної команди країни два матчі.

## Досягнення
- Володар Кубка Іспанії з футболу:

«Севілья»: 2006–2007
- Володар Кубка УЄФА:

«Севілья»: 2005–2006, 2006–2007
- Володар Суперкубка УЄФА:

«Севілья»: 2006